# ميخائيل طقرس
ميخائيل طقرس كان دبلوماسيًا بيزنطيًا.
وقد ورد ذكر طقرس لأول مرة كعضو في سفارة أُرسلت إلى البلاط العباسي في بغداد في حزيران 917، وسُجّل ذكره في كتاب العيون. كانت السفارة بقيادة يوحنا رادينوس، برفقة طقرس، الذي كان قد تجاوز السبعين من عمره في ذلك الوقت، بالإضافة لعشرين مرافقًا. وصلت السفارة إلى بغداد في 25 حزيران، واستقبلها الخليفة المقتدر في قصر التاج في 17 تموز، حيث اتفق الطرفان على الهدنة وتبادل الأسرى. وبصحبة القائد مؤنس المظفر، ذهب السفيران إلى نهر لاموس، الموقع المعتاد لتبادل الأسرى، حيث جرى التبادل في سبتمبر/أيلول وأكتوبر/تشرين الأول.